# Bolbosoma tuberculata
Bolbosoma tuberculata är en hakmaskart som beskrevs av Skrjabin 1970. Bolbosoma tuberculata ingår i släktet Bolbosoma och familjen Polymorphidae. Inga underarter finns listade i Catalogue of Life.